# Indol-3-piruvat monooksigenaza
Indol-3-piruvat monooksigenaza (EC 1.14.13.168, YUC2 (gen), spi1 (gen)) je enzim sa sistematskim imenom indol-3-piruvat,NADPH:kiseonik oksidoreduktaza (1-hidroksilacija, dekarboksilacija). Ovaj enzim katalizuje sledeću hemijsku reakciju
(indol-3-il)piruvat + NADPH + H+ + O2 {\displaystyle \rightleftharpoons } (indol-3-il)acetat + 2O + CO2
Ova biljni enzim, zajedno sa EC 2.6.1.99 L-triptofan---piruvat aminotransferazom, je odgovoran za biosintezu biljnog hormona indol-3-acetata iz L-triptofana.

## Literatura
- Nicholas C. Price; Lewis Stevens (1999). Fundamentals of Enzymology: The Cell and Molecular Biology of Catalytic Proteins (Third изд.). USA: Oxford University Press. ISBN 019850229X.
- Eric J. Toone (2006). Advances in Enzymology and Related Areas of Molecular Biology, Protein Evolution (Volume 75 изд.). Wiley-Interscience. ISBN 0471205036.
- Branden C; Tooze J. Introduction to Protein Structure. New York, NY: Garland Publishing. ISBN 0-8153-2305-0.
- Irwin H. Segel. Enzyme Kinetics: Behavior and Analysis of Rapid Equilibrium and Steady-State Enzyme Systems (Book 44 изд.). Wiley Classics Library. ISBN 0471303097.

## Spoljašnje veze
- Indole-3-pyruvate+monooxygenase на 